# リュドミラ・ズィキナ
リュドミラ・ズィキナ（ロシア語: Людмила Георгиевна Зыкина〈リュドミーラ・ゲオールギエウナ・ズイキナ〉、ラテン文字転写: Lyudmila Georgievna Zykina; 1929年6月10日 - 2009年7月1日）は、ソ連・ロシアの歌手。ロシア民謡から、近代ロシア歌謡、現代ソ連・ロシア歌謡まで、ロシア語大衆歌曲を幅広くこなし、「ロシア民謡の女王」と呼ばれた。　

## 経歴
ソ連時代のモスクワに生まれる。第二次世界大戦後の1947年に、全ロシア歌唱コンクールに出場したところを、ロシア民謡を専門とするピャトニツキー合唱団の指揮者、ヴラジーミル・ザハーロフに見込まれ同合唱団に入団、ソリストとして約13年間在籍した。当時から同合唱団のみならず、ソリストとしての他団体での客演、ラジオ出演、レコーディングなどの機会は多かった。1960年以降は、モスコンツェルト所属のソロ歌手として活躍する。時のソ連文化大臣エカチェリーナ・フルツェワと親交を深めて厚遇されたほか、ブレジネフ書記長のお気に入り歌手とも噂された。レーニン勲章（1970年）をはじめ、数多くの勲章を受章した。1973年にはソ連邦人民芸術家。ソ連国内のみならず、冷戦時代から国外演奏歴も豊富で、来日公演も数多い。また1977年には、ロシア民謡アンサンブル「ロシア」を創設し、ソリスト兼指導者を終生務めた。
晩年には糖尿病を患い、心筋梗塞のため2009年7月1日モスクワで死去（享年80)。同市のノヴォヂェーヴィチエ墓地に葬られた。離婚や死別を繰り返し、内縁も含め5人の夫があったが、子供は無い。
メゾソプラノで音域は広く、中低音域まで豊かに響く深みと艶のある音色(おんしょく)が特徴的である。偶然ではあるが、ズィキナという苗字はロシア語で「大声の」（英語の"loud"）を意味する"зычный"に由来する。
ズィキナが歌った「ヴォルガは流れる」（"Течёт река Волга"、レフ・オシャーニン作詞、マルク・フラートキン作曲、1962年）は特に有名である。

## 評価
ショスタコービッチは、ズィキナのことを「素晴らしい歌い手という以上の存在であり、歌の共同制作者であり指揮者である」と絶賛していた。